# Guy Cauquil
Guy Cauquil – francuski judoka.
Mistrz Europy w 1951 i 1952, trzeci w 1953 i 1954. Pierwszy w drużynie w 1951, 1954 i 1955. Wicemistrz Francji w 1949, 1952, 1954 i 1955 roku.